# سيرك دو سوليه

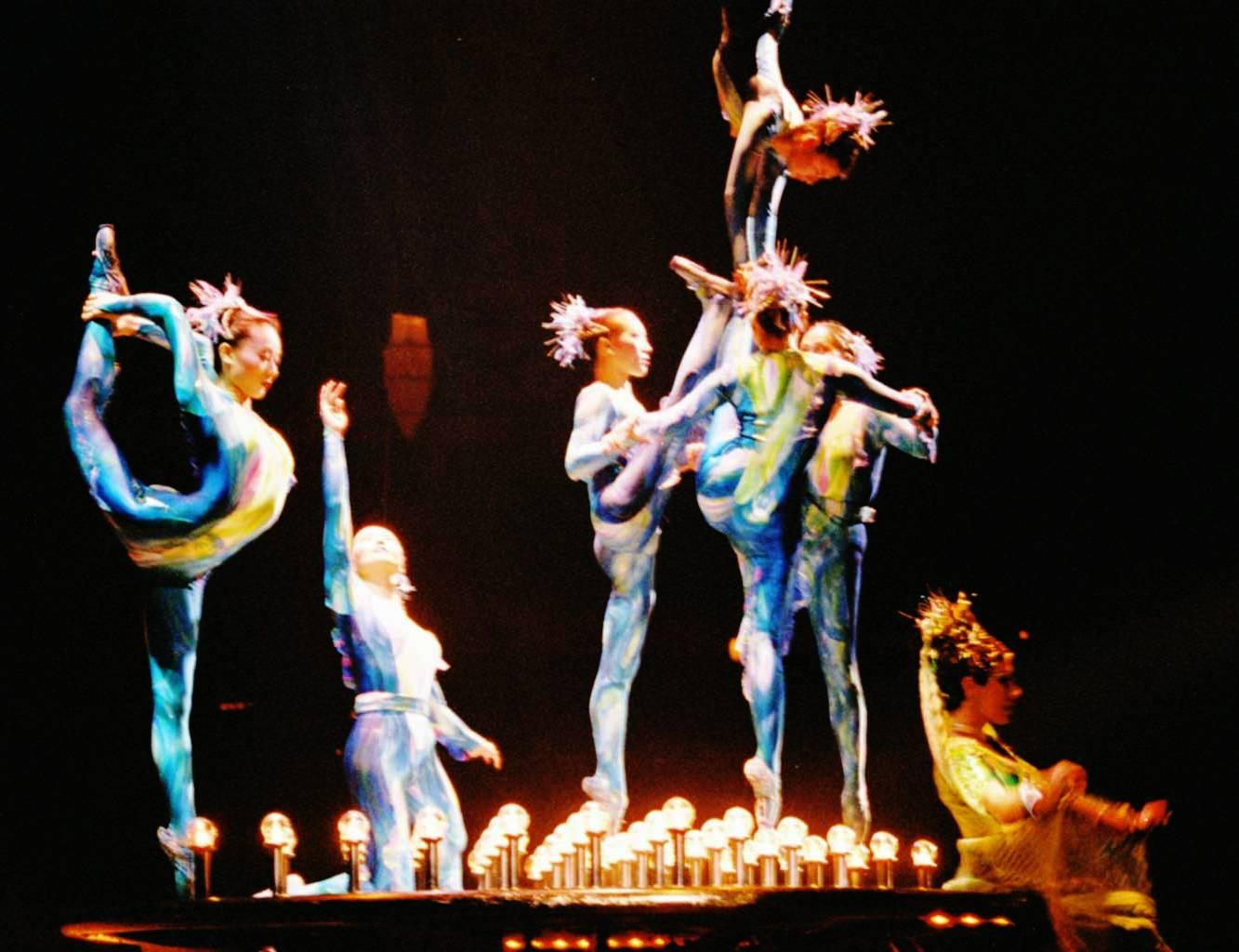
مشهد من عرض دراليون Dralion، عام 2004

سيرك دو سوليه (بالفرنسية: Cirque du Soleil، تنطق /siʁk dy sɔlɛj/ وتعني "سيرك الشمس")‏ هي شركة ترفيه كندية مقرها في مدينة مونتريال، كويبيك، مشهورة بتقديم العروض السيركية، تأسست عام 1984 في مدينة بأي-سان-بول في كويبيك بكندا من طرف غاي لاليبيرتي ودانيال غوثيار.
جميع عروض سيرك دو سوليه تندرج ضمن السيرك المعاصر المعروف بـCirque nouveau بالفرنسية، أي أنها تقتصر على العناصر البشرية وتخلو من استخدام أي نوع من الحيوانات. كل عرض سيركي عبارة عن تجميع لتصاميم من مختلف أنحاء العالم مركبة في إطار واحد ومصحوبة بالموسيقى. لا تستعمل الستائر أثناء عروض سيرك دو سوليه ويقوم العارضون بإدخال المستلزمات وإخراجها من قاعة السيرك أثناء العرض بأنفسهم.
السيرك توسع بشكل سريع في التسعينات من بضع العشرات من الموظفين عند تأسيسه عام 1984 إلى ما يفوق الـ3,500 موظف من أكثر من أربعين دولة، وتقدر عائدات السيرك بحوالى 600 مليون دولار أمريكي سنويًا.

## وصلات خارجية
- سيرك دو سوليه على موقع IMDb (الإنجليزية)
- سيرك دو سوليه على موقع الموسوعة البريطانية (الإنجليزية)
- سيرك دو سوليه على موقع ميوزك برينز (الإنجليزية)
- سيرك دو سوليه على موقع قاعدة بيانات برودواي على الإنترنت (الإنجليزية)
- سيرك دو سوليه على موقع ديسكوغز (الإنجليزية)

- الموقع الرسمي